# Nicolas Puschmann
Nicolas Puschmann (* 1. April 1991 in Hamburg) ist ein deutscher Reality-TV-Darsteller, der 2019 als erster Prince Charming in der gleichnamigen Datingshow von RTL+ bekannt wurde. In der 14. Staffel von Let’s Dance erreichte er gemeinsam mit Vadim Garbuzov als erstes Männerpaar Platz drei.

## Leben
Puschmann wuchs in Hamburg auf und outete sich im Alter von 15 Jahren als schwul. Als er vier Jahre alt war, ließen seine Eltern sich scheiden. Er wuchs bei seiner Mutter auf und hat eine vier Jahre ältere Schwester. Als Kind sang er im Kirchenchor.
Nach dem Abitur leistete er ein Jahr Freiwilligenarbeit in London und schloss 2017 eine Ausbildung zum Veranstaltungskaufmann ab, plante jedoch ursprünglich eine Karriere im Bereich Schauspiel, Tanz und Gesang. Er ist als Medizinprodukteberater im Vertrieb tätig.
2019 entschied sich Puschmann im Finale der Datingshow Prince Charming für den Podcaster Lars Tönsfeuerborn. Im November 2020 gaben sie ihre Trennung bekannt, bestätigten aber Ende Januar 2021, dass sie wieder ein Paar seien und ihre Beziehung nun weitgehend aus der Öffentlichkeit heraushalten möchten. Im September 2021 folgte die erneute Trennung.

## Karriere
2019 suchte Puschmann in der ersten Staffel der Datingshow Prince Charming auf der griechischen Insel Kreta unter 20 Männern nach einem Partner. Die Sendung wurde zwischen Oktober und Dezember 2019 auf RTL+ und zwischen April und Juni 2020 auf VOX ausgestrahlt. In der Rezeption von Prince Charming wird Puschmann von Anja Rützel auf Spiegel Online als der „bessere Bachelor“ bezeichnet und in der Neuen Osnabrücker Zeitung wird Puschmann mehr Persönlichkeit als den Protagonisten des Formats Bachelor bescheinigt. Für Janna Specken von T-online.de ist Puschmann „der coolste Bachelor“ und auch Watson bezeichnet Puschmann als einen Grund, warum Prince Charming die beste Datingshow sei. Puschmann wurde für Prince Charming neben den Produzenten der Show mit dem Grimme-Preis in der Kategorie Unterhaltung ausgezeichnet.
Im Anschluss an die Ausstrahlung von Prince Charming auf VOX startete Puschmann mit seinem Partner Tönsfeuerborn im Juni den gemeinsamen Podcast Ausdauersport Liebe, in dem sie pro Folge eine der von Arthur Aron entwickelten 36 Fragen der Liebe besprechen. Im Dezember 2020 strahlte VOX ein „Pärchen-Spezial“ der Kochsendung Das perfekte Dinner mit Puschmann und Tönsfeuerborn aus.
Ab Februar 2021 nahm Puschmann an der 14. Staffel von Let’s Dance teil und bildete zusammen mit Vadim Garbuzov das erste männliche Tanzpaar der deutschen Ausgabe der Show. Puschmann und Garbuzov schieden zunächst in Show acht aus, rückten aber aufgrund der verletzungsbedingten Aufgabe von Ilse DeLange wieder nach und erreichten im Finale den dritten Platz.  Außerdem waren sie Teil der Let's Dance-Tour 2021, die im November 2021 stattfand und 21 Shows umfasste.
Puschmann gab sein Schauspieldebüt in Unter uns als Frauenarzt in Folgen, die im November 2021 zu sehen waren.

## Kontroversen
Im Dezember 2021 beschuldigte Puschmann einen Security-Mitarbeiter des Veranstalters, ihn auf einem Hamburger Weihnachtsmarkt aus homophoben Gründen beleidigt und geschlagen zu haben. In der Anfang 2023 vor dem Amtsgericht Hamburg stattgefundenen Gerichtsverhandlung stellten sich die Vorwürfe als falsch heraus. Der Security-Mitarbeiter hatte lediglich den stark alkoholisierten Puschmann wegen Fehlverhaltens des Platzes verwiesen, woraufhin Puschmann selbst ausfällig wurde. Puschmann hatte seine Anschuldigungen in einem theatralisch aufgenommenen Social-Media-Film hervorgebracht. Er war nach Zeugenaussagen erzürnt darüber, dass ihn der Security-Mitarbeiter nicht gekannt oder erkannt hat.

## Fernsehauftritte (Auswahl)
- 2019: Prince Charming (RTL+)
- 2020: NDR Talk Show (NDR, mit Lars Tönsfeuerborn)
- 2020: Das perfekte Dinner (VOX, Pärchen-Spezial mit Lars Tönsfeuerborn)
- 2021: Let’s Dance (RTL, Staffel 14)
- 2021: MDR Sputnik präsentiert: Friends of Nicolas Puschmann
- 2021: 5 gegen Jauch (RTL)
- 2021–2022: Unter uns
- 2022: Die Passion
- 2022: RTL Turmspringen
- 2022: Das perfekte Promi-Dinner (Die Woche der Vielfalt)

## Auszeichnung
- 2020: Grimme-Preis 2020 Kategorie Unterhaltung (Gemeinschaftspreis für die TV-Realityshow Prince Charming)